# The Office (serial britanic)
The Office este un serial britanic de televiziune din genul sitcom creat, scris și regizat de Ricky Gervais și Stephen Merchant. Este filmat in stilul unui  documentar. A fost difuzat prima dată în Marea Britanie pe BBC Two la 9 iulie 2001, a avut în total 14 episoade (2 sezoane) și 2 episoade speciale (unul de Crăciun în 2003 și The Return of Brent în 2013).
The Office urmărește viața de zi cu zi a angajaților biroului filialei din Slough a companiei fictive de papetărie Wernham Hogg. Gervais joacă, de asemenea, în serial, interpretând personajul central David Brent.
Versiunea americană a serialului The Office (La birou), creat de Greg Daniels, este bazată pe acest serial.
Când a fost difuzat pentru prima dată la BBC Two, ratingurile au fost relativ scăzute, dar de atunci a devenit unul dintre cele mai de succes exporturi britanice în comedie. Pe lângă faptul că este transmis la nivel internațional de BBC Worldwide, pe canale ca BBC Prime, BBC America sau BBC Canada, serialul a fost vândut televiziunilor din peste 80 de țări, inclusiv ABC1 din Australia, The Comedy Network din Canada, TVNZ din Noua Zeelandă și canalului prin satelit pan-asiatic Star World, cu sediul în Hong Kong. Serialul a fost difuzat pentru prima dată în Statele Unite de BBC America în 2003, iar mai târziu în cadrul blocului de programare Adult Swim de la Cartoon Network, între 2009 și 2012.

## Premisă
Serialul este un fals documentar care are loc într-o sucursală a unei mari companii de hârtie numită Wernham Hogg (unde „viața este papetărie”), în Slough Trading Estate din Berkshire. Slough este un oraș mare imortalizat pentru lipsa sa de atracție de către John Betjeman în poezia sa „Slough” („Vino, bombe prietenești și cădeți pe Slough/Nu este potrivit pentru oameni acum...”).
Biroul este condus de managerul regional David Brent (Gervais), ajutat de șeful echipei sale și asistentul managerului regional Gareth Keenan, interpretat de Mackenzie Crook. O mare parte din succesul comic al serialului provine de la Brent, care încearcă frecvent să câștige favoarea angajaților și colegilor săi, cu rezultate jenante sau dezastruoase. Defectele de caracter ale lui Brent sunt folosite pentru a obține un efect comic, inclusiv numeroase gafe verbale, rasism și sexism involuntar și alte greșeli (faux pas) sociale.
Cealaltă parte principală a serialului îi urmărește pe modestul Tim Canterbury (Martin Freeman) și relația sa cu recepționera plictisită Dawn Tinsley (Lucy Davis). Flirtul lor se transformă curând într-o atracție romantică reciprocă, în ciuda logodnei ei cu un angajat de la depozit, Lee (Joel Beckett).

## Distribuție

### Roluri principale
- Ricky Gervais - David Brent
- Martin Freeman - Tim Canterbury
- Mackenzie Crook - Gareth Keenan
- Lucy Davis - Dawn Tinsley
- Stirling Gallacher - Jennifer Taylor-Clarke
- Oliver Chris - Ricky Howard
- Ralph Ineson - Chris Finch
- Patrick Baladi - Neil Godwin
- Stacey Roca - Rachel
- Elizabeth Berrington - Anne

## Prezentare generală
| Sezonul | Sezonul   | Episoade  | Episoade  | Premiera TV        | Premiera TV       | Premiera TV |
| Sezonul | Sezonul   | Episoade  | Episoade  | Prima transmisie   | Ultima transmisie | Reţea       |
| ------- | --------- | --------- | --------- | ------------------ | ----------------- | ----------- |
|         | 1         | 6         | 6         | 9 iulie 2001       | 20 august 2001    | BBC Two     |
|         | 2         | 6         | 6         | 30 septembrie 2002 | 4 noiembrie 2002  | BBC Two     |
|         | Christmas | 2         | 2         | 26 decembrie 2003  | 27 decembrie 2003 | BBC One     |
|         | Revisited | Revisited | Revisited | 15 martie 2013     | 15 martie 2013    | BBC One     |

## Episoade

### Sezonul 1 (2001)
| Nr. în serial | Nr. în serie | Titlu             | Scris și regizat de              | Data difuzării |
| --- | ------------ | ----------------- | -------------------------------- | -------------- |
| 1 | 1            | „Downsize”        | Ricky Gervais & Stephen Merchant | 9 iulie 2001   |
| Wernham Hogg, o companie de distribuție a hârtiei cu sediul în orașele Slough și Swindon, intenționează să reducă dimensiunea uneia dintre sucursalele sale pentru a crește eficiența. Despre acest lucru este informat David Brent, managerul sucursalei din Slough, care la rândul său își informează personalul, dar le promite cu nesăbuință că nimeni nu își va pierde locul de muncă. Primul episod al serialului prezintă mai multe personaje cheie: David Brent, managerul delirant. Gareth Keenan, insuportabilul „Asistent al managerului regional” al lui David, care își ia mult prea în serios rolul neoficial. Recepționera logodită Dawn Tinsley și vânzătorul Tim Canterbury, care arată un interes romantic evident unul față de celălalt. Tim consideră munca sa plictisitoare și neîmplinită, singura lui grație salvatoare este de a-i facă farse complicate lui Gareth, cum ar fi să-i pună capsatorul în jeleu.                                                                                     |              |                   |                                  |                |
| 2 | 2            | „Work Experience” | Ricky Gervais & Stephen Merchant | 16 iulie 2001  |
| Noua angajată Donna este prezentată la filiala din Slough, ea locuiește temporar cu David ca o favoare pentru părinții ei. O imagine pornografică cu chipul lui David este vehiculată prin birou, spre jena lui, pe care o ascunde cu furie pentru că „ofensează femeile”. Gareth este însărcinat să găsească persoana responsabilă și dă imediat vina pe Tim fără dovezi. Jennifer, manager regional al Wernham Hogg și șefa lui David, vine și ea pentru a vedea schimbările propuse de David în fața reducerii filialei; dar este enervată când eforturile lui David implică foarte puține schimbări. În efortul de a-i dovedi că se înșeală, David îl confruntă pe Tim în privința imaginii, dar când Tim dezvăluie că de fapt a fost Chris Finch - cel mai bun prieten al lui David, iar atitudinea lui se schimbă complet. La instrucțiunile lui Jennifer, se presupune că David îl sună pe Chris ca să-l concedieze. Jennifer apasă pe difuzor și astfel se dezvăluie că David a sunat la serviciul de ora exactă. |              |                   |                                  |                |
| 3 | 3            | „The Quiz”        | Ricky Gervais & Stephen Merchant | 23 iulie 2001  |
| 4 | 4            | „Training”        | Ricky Gervais & Stephen Merchant | 30 iulie 2001  |
| 5 | 5            | „New Girl”        | Ricky Gervais & Stephen Merchant | 13 august 2001 |
| 6 | 6            | „Judgement”       | Ricky Gervais & Stephen Merchant | 20 august 2001 |

### Sezonul 2 (2002)
| Nr. în serial | Nr. în serie | Titlu        | Scris și regizat de              | Data difuzării     |
| ------------- | ------------ | ------------ | -------------------------------- | ------------------ |
| 7             | 1            | „Merger”     | Ricky Gervais & Stephen Merchant | 30 septembrie 2002 |
| 8             | 2            | „Appraisals” | Ricky Gervais & Stephen Merchant | 7 octombrie 2002   |
| 9             | 3            | „Party”      | Ricky Gervais & Stephen Merchant | 14 octombrie 2002  |
| 10            | 4            | „Motivation” | Ricky Gervais & Stephen Merchant | 21 octombrie 2002  |
| 11            | 5            | „Charity”    | Ricky Gervais & Stephen Merchant | 28 octombrie 2002  |
| 12            | 6            | „Interview”  | Ricky Gervais & Stephen Merchant | 4 noiembrie 2002   |

### Special de Crăciun (2003)
| Nr. | Titlu                     | Scris și regizat de              | Data difuzării    |
| --- | ------------------------- | -------------------------------- | ----------------- |
| 13  | Christmas Special: Part 1 | Ricky Gervais & Stephen Merchant | 26 decembrie 2003 |
| 14  | Christmas Special: Part 2 | Ricky Gervais & Stephen Merchant | 27 decembrie 2003 |

### The Return of Brent (2013)
| Nr. | Titlu                                      | Data difuzării |
| --- | ------------------------------------------ | -------------- |
| —   | The Return of Brent (The Office Revisited) | 15 martie 2013 |